# 느티나무 있는 언덕
"느티나무 있는 언덕"은 한국에서 제작된 최훈 감독의 1958년 드라마 영화이다. 박노식 등이 주연으로 출연하였고 송유천 등이 제작에 참여하였다.

## 출연

### 주연
- 박노식
- 노경희
- 박은정

### 조연
- 이민
- 황정순
- 도금봉

## 기타
- 원작자: 최요안
- 조명: 함완섭
- 녹음: 이경순
- 미술: 박석인